# Новоалександровка (Седельниковский район)
Новоалександровка — деревня в Седельниковском районе Омской области. Входит в состав Бакинского сельского поселения.

## История
Основана в 1893 г. В 1928 г. состояла из 94 хозяйств, основное население — украинцы. В составе Бакинского сельсовета Седельниковского района Тарского округа Сибирского края.

## Население
| 1926 | 2010 |
| ---- | ---- |
| 554  | ↘49  |